# آريان آدمي
آريان آدمي (بالكرواتية: Arijan Ademi)‏ (29 مايو 1991 شيبينيك كرواتيا - ) هو لاعب كرة قدم كرواتي، يلعب كلاعب وسط.

## مسيرته الكروية
لعب آريان آدمي خلال مسيرته الاحترافية مع 3 أندية في ثلاثة عشر موسمًا وسجل خلالها 13 هدفًا ضمن 203 مباراة. حيث فاز في خمسة مواسم بالكأس وثمانية مواسم بالدوري.
خاض آريان آدمي مسيرته مع نادي شيبينيك ‏ في موسم 2007–08 واستمر معه طيلة ثلاثة مواسم، مشاركًا في 56 مباراة سجل خلالها هدفين. ثم انتقل إلى نادي دينامو زغرب في موسم 2010–11 في المرة الأولى ولمدة موسمين ثم في موسم 2012–13 ليلعب معه سبعة مواسم، حيث شارك طوالها في 144 مباراة سجل خلالها 11 هدفًا. لينتقل بعدها إلى نادي لوكوموتيفا في موسم 2011–12 لمدة موسم واحد، مشاركًا في 3 مباريات ولم يسجل أي هدف.

## روابط خارجية
- آريان آدمي على موقع الاتحاد الدولي (مؤرشف)  (الإنجليزية)
- آريان آدمي على موقع الاتحاد الأوربي (الإنجليزية)
- آريان آدمي على موقع اتحاد كرواتيا (الكرواتية)
- آريان آدمي على موقع قاعدة بيانات كرة القدم.إي يو (الإنجليزية)
- آريان آدمي على موقع ناشيونال فوتبول تيمز (الإنجليزية)
- آريان آدمي على موقع Soccerbase.com (لاعب) (الإنجليزية)
- آريان آدمي على موقع Soccerway.com (الإنجليزية)
- آريان آدمي على موقع عالم كرة القدم.نت (الإنجليزية)
- آريان آدمي على موقع AS.com (الإسبانية)